# MOSAIK (Behälter)
MOSAIK ist ein von der GNS Gesellschaft für Nuklear-Service entwickelter und verbreitet eingesetzter Behälteryp für schwach- bis mittelradioaktive Abfälle.
Der zylindrische Behälter hat einen Außendurchmesser von 106 cm und eine Höhe von 150 cm und ist aus Gusseisen mit Kugelgraphit gefertigt. Er ist in verschiedenen Ausführungen mit unterschiedlichen Dichtungs- und Abschirmvarianten verfügbar. Bei der Fertigung kann auch schwach radioaktiver Metallschrott verwendet werden, der damit einer sinnvollen Verwendung zugeführt wird, anstatt als radioaktiver Abfall zu enden.
Durch die hohe Abschirmwirkung eignet er sich besonders für Verdampferkonzentrate, Ionentauscherharze, sowie zerlegte aktivierte Kernbauteile. Verdampferkonzentrate und Ionentauscher können direkt in MOSAIK-Behältern endlagerfähig konditioniert werden.
Für die Beförderung z. B. nach dem  Übereinkommen über die internationale Beförderung gefährlicher Güter auf der Straße (ADR) sind Varianten mit entsprechenden Zulassungen verfügbar.